# Yekaterina Volkova
Yekaterina Gennadiyevna Volkova (em russo:  Екатерина Геннадьевна Волкова; Kursk, 16 de fevereiro de 1978) é uma corredora russa especialista na prova dos 3000 metros com obstáculos. Nos Jogos Olímpicos de Pequim, conquistou originalmente a medalha de bronze na prova, que era disputada pela primeira vez em Olimpíadas. Porém em 26 de outubro de 2016 foi desclassificada e perdeu a medalha na prova após a reanálise do seu teste antidoping acusar o uso da substância turinabol.